# 大学读书人大奖
大学读书人大奖（日語：大学読書人大賞）2008年由日本“大学读书人大奖”实行委员会和出版文化产业振兴财团共同设立的文学奖。

## 历届得奖者

### 第1回（2008年）
- 大奖 《童年末日》，亚瑟·查理斯·克拉克，文社古典新译文库。
- 2位 《1000の小説とバックベアード》，佐藤友哉，新潮社。
- 3位 《盐之街》， 有川浩，株式会社。
- 4位 《青年のための読書クラブ》，樱庭一树，新潮社。
- 5位 《人类衰退之後》，田中罗密欧，Gagaga文库。

### 第2回（2009年）
- 大奖 《好き好き大好き超愛してる。》，舞城王太郎，讲谈社文库。
- 2位 《對某飛行員的追憶》，犬村小六，Gagaga文库。
- 3位 《ゼロ年代の想像力》，宇野常宽，早川书房。
- 4位 《AURA ～魔龍院光牙最後的戰鬥～》，田中罗密欧，Gagaga文库。
- 5位 《嫌疑犯X的獻身》，东野圭吾，文艺春秋。
- 6位 《告白》，湊佳苗，双叶社。

### 第3回（2010年）
- 大奖 《春宵苦短，少女前進吧！》，森见登美彦，角川文库。
- 2位 《植物图鉴》， 有川浩，角川书店。
- 3位 《1Q84》卷一、卷二，村上春树，新潮社。
- 4位 《A KING－某王者》，伊坂幸太郎，徳间书店。
- 5位 《瓶頸》，米泽穂信，新潮文库。

### 第4回（2011年）
- 大奖 《天地明察》， 冲方丁，角川书店。
- 2位 《虐杀器官》，伊藤计划 ，ハヤカワ文库。
- 3位 《告白》，湊佳苗，双叶文库。
- 4位 《砂漠》，伊坂幸太郎 ，新潮文库。
- 5位 《これからの「正義」の話をしよう　いまを生き延びるための哲学》，迈克尔·桑德尔，早川书房。
- 6位 《算計》，米泽穂信，文春文库。

### 第5回（2012年）
- 大獎 《和諧》 - 伊藤計劃 （ハヤカワ文庫）
- 2位 《馬たちよ、それでも光は無垢で》 - 古川日出男 （新潮社）
- 2位 《為青年設立的讀書俱樂部》 - 櫻庭一樹 （新潮文庫）
- 4位 《圖書館戰爭》 - 有川浩 （角川文庫）
- 5位 《天帝のはしたなき果実》 - 古野まほろ （幻冬舎文庫）
- 6位 《ビブリア古書堂の事件手帖》 - 三上延 （メディアワークス文庫）

### 第6回（2013年）
- 大獎 《南極点のピアピア動画》 - 野尻抱介 （ハヤカワ文庫）
- 2位 《屍者的帝國》 - 伊藤計劃×圓城塔 （河出書房新社）
- 2位 《倒立する塔の殺人》 - 皆川博子 （PHP文芸文庫）
- 4位 《いま集合的無意識を、》 - 神林長平 （ハヤカワ文庫）
- 5位 《さよならクリストファー・ロビン》 - 高橋源一郎 （新潮社）
- 6位 《闇黑孤島》 - 貴志祐介 （祥伝社）

### 第7回（2014年）
- 大獎 《MariaBeetle－瓢蟲》 - 伊坂幸太郎 （角川文庫）
- 2位 《富士学校まめたん研究分室》 - 芝村裕吏 （ハヤカワ文庫JA）
- 2位 《鳥葬　まだ人間じゃない》 - 江波光則 （ガガガ文庫）
- 4位 《こうしてお前は彼女にフラれる》 - ジュノ・ディアス （新潮社）
- 5位 《昨日まで不思議の校舎》 - 似鳥鶏 （創元推理文庫）

### 第8回（2015年）
- 大獎 《消失吧，群青》 - 河野裕 （新潮文庫nex）
- 2位 《所羅門的偽證》 - 宮部美幸 （新潮社）
- 2位 《SF的な宇宙で安全に暮らすっていうこと》 - チャールズ・ユウ （早川書房）
- 4位 《都立櫻之台高校歸宅部》 - 大野敏哉 （リンダブックス）
- 5位 《空洞的十字架》 - 東野圭吾 （光文社）